# Femyo
Femyo este o companie românească de telemedicină cu sediul în București, înființată în martie 2018. Aplicație mobilă Femyo - Sarcina si Bebe a fost prima aplicație medicală din România care a depășit 100.000 de descărcări de pe Google Play.
În februarie 2021, Femyo a semnat un parteneriat cu Federația Națională a Patronatelor Medicilor de Familie (FNPMF) și Orange Business Services pentru a digitaliza interacțiunea medicilor de familie din România cu pacienții lor. Inițiativa vine în întâmpinarea crizei de medici de familie, scopul final fiind eliberarea medicilor de familie de activități non-medicale și creșterea numărului de pacienți pe care îl pot gestiona eficient.